# Ficarolo
Ficarolo – miejscowość i gmina we Włoszech, w regionie Wenecja Euganejska, w prowincji Rovigo.
Według danych na rok 2004 gminę zamieszkiwały 2764 osoby, 162,6 os./km².